# Бельгия на летних Олимпийских играх 2004
Бельгия принимала участие в Летних Олимпийских играх 2004 года в Афинах (Греция) в двадцать третий раз за свою историю, и завоевала одну золотую, две бронзовые медали. Сборная страны состояла из 50 спортсменов (31 мужчина, 19 женщин).

## Медалисты
| Медаль | Спортсмен    | Вид спорта | Дисциплина                        |
| ------ | ------------ | ---------- | --------------------------------- |
| Золото | Жюстин Энен  | Теннис     | Женщины, одиночный разряд         |
| Бронза | Аксель Меркс | Велоспорт  | Мужчины, групповая гонка по шоссе |
| Бронза | Ильзе Хейлен | Дзюдо      | Женщины, 52 48 кг                 |

## Результаты соревнований

### Академическая гребля
В следующий раунд из каждого заезда проходили несколько лучших экипажей (в зависимости от дисциплины). В финал A выходили 6 сильнейших экипажей, остальные разыгрывали места в утешительных финалах B-E.
Мужчины
| Соревнование | Спортсмены | Предварительный заезд | Предварительный заезд | Предварительный заезд | Отборочный заезд | Отборочный заезд | Отборочный заезд | Полуфинал       | Полуфинал       | Полуфинал       | Финал   | Финал   | Итоговое место |
| Соревнование | Спортсмены | Заезд                 | Время                 | Место                 | Заезд            | Время            | Место            | Заезд           | Время           | Место           | Время   | Место   | Итоговое место |
| ------------ | ---------- | --------------------- | --------------------- | --------------------- | ---------------- | ---------------- | ---------------- | --------------- | --------------- | --------------- | ------- | ------- | -------------- |
| одиночки     | Тим Майенс | 1                     | 7:17,68               | 1 Q                   | Не участвовал    | Не участвовал    | Не участвовал    | Полуфинал A/B/C | Полуфинал A/B/C | Полуфинал A/B/C | Финал A | Финал A | 6              |
| одиночки     | Тим Майенс | 1                     | 7:17,68               | 1 Q                   | Не участвовал    | Не участвовал    | Не участвовал    | 3               | 6:50,33         | 2 Q             | 7:01,74 | 6       | 6              |

### Лёгкая атлетика
Мужчины
| Дисциплина | Спортсмен       | Предварительный раунд | Предварительный раунд | Четвертьфиналы | Четвертьфиналы | Полуфиналы | Полуфиналы | Финал                | Финал                |
| Дисциплина | Спортсмен       | Результат             | Место                 | Результат      | Место          | Результат  | Место      | Результат            | Место                |
| ---------- | --------------- | --------------------- | --------------------- | -------------- | -------------- | ---------- | ---------- | -------------------- | -------------------- |
| 5000 м     | Том Компернолле | 13:43,44              | 14                    |                |                |            |            | Завершил выступление | Завершил выступление |